# Römische Bestattungsrituale
Die römischen Bestattungsrituale  zeigen die Art, wie zu römischer Zeit mit den Toten gelebt wurde. 

## Überblick
Im Gegensatz zur heutigen Zeit, in der Friedhöfe von der Öffentlichkeit durch Mauern oder Bäume getrennt sind, waren in der Römerzeit diese für jedermann sichtbar und befanden sich entlang von großen Straßen gemeinschaftliche Nekropolen oder auch einzelne Familiengräber. Sie lagen außerhalb der Wohnkreise, da schon das Zwölftafelgesetz aus dem 5. Jahrhundert v. Chr. es verbot, Tote innerhalb der Stadtgrenzen zu bestatten oder zu verbrennen. Die Toten  "reden" auch mit den Lebenden durch ihre Grabinschriften. Diese Ideologie zeigt sich auch in den Bestattungsritualen der Römer.

## Offizieller Gang der Dinge
Beim Todesfall eines Mannes musste die Familie einer sogenannten „Bestattungsfirma“ das Ableben mitteilen. Nach dem Gesetz von Pozzuoli über die Bestattung sollte der Leichnam so schnell wie möglich entfernt werden. Der Autor Varro betrachtet dies differenzierter. Er beschreibt das funus indictivum. Vom Tod bis zur Bestattung trugen die Frauen das sogenannte Ricinium, eine Art Schal, als Zeichen der Trauer. Frauen waren dazu angehalten, ihre Trauer öffentlich zu zeigen.
Eine Reihe von Ritualen sollte die lebendigen Eigenschaften des Verstorbenen hervorheben. Der genaue Ablauf einer solchen Zeremonie ist durch jene des Kaisers Septimius Severus bekannt. Während einer ganzen Woche wurde der Verstorbene gebadet, parfümiert und in seine schönste Toga gekleidet. Hinzu kamen noch allerlei Abzeichen und sonstige Ehrungen. So feierlich wurde der Tote beim darauf folgenden Umzug präsentiert. Während des Umzuges wurde der Körper des Verstorbenen aufrecht gestellt oder sitzend auf einer Bahre getragen, um die Illusion vom Leben darzustellen. Zum Umzug gehörte auch eine sogenannte Praefica, welche Lobeslieder auf den Verstorbenen sang und gleichzeitig auch dessen Ableben bedauerte.

## Bestattung

### Grabstätten
- Hauptbestattungsart der ersten beiden Jahrhunderte n. Chr. war das Brandgrab, danach die Körperbestattung (evtl. aufgrund des christlichen Auferstehungsglaubens).
- Jede Ansiedlung verfügt über ein Grabfeld, größere Orte auch über mehrere.
- außerhalb der Ortsgrenzen („Hominem mortuum in urbe ne sepelito neve urito.“)
- gelegen an Hauptverkehrswegen
- Die Grabplätze waren oft hierarchisch geordnet.
- Es gab rechteckige Einfriedungsmauern, teilweise Monument im Inneren.
- Besonderer Wert lag auf guter Sichtbarkeit von der Straße aus (→ Entwicklung von Gräberstraßen, langen, einzeiligen Grabfeldern entlang der Straßen die teilweise große Längen erreichten). Bilder der Toten auf den Grabmalen sollten für Passanten gut sichtbar sein, Inschriften ‚sprachen‘ diese an. Erste Gräberstraßen in Zusammenhang mit römischer Besiedlung.
- Neben rechteckigen Gräbern auch Tumuli, große Rundgräber mit Hügelaufschüttung, bevorzugt bei reichen Großgrundbesitzern

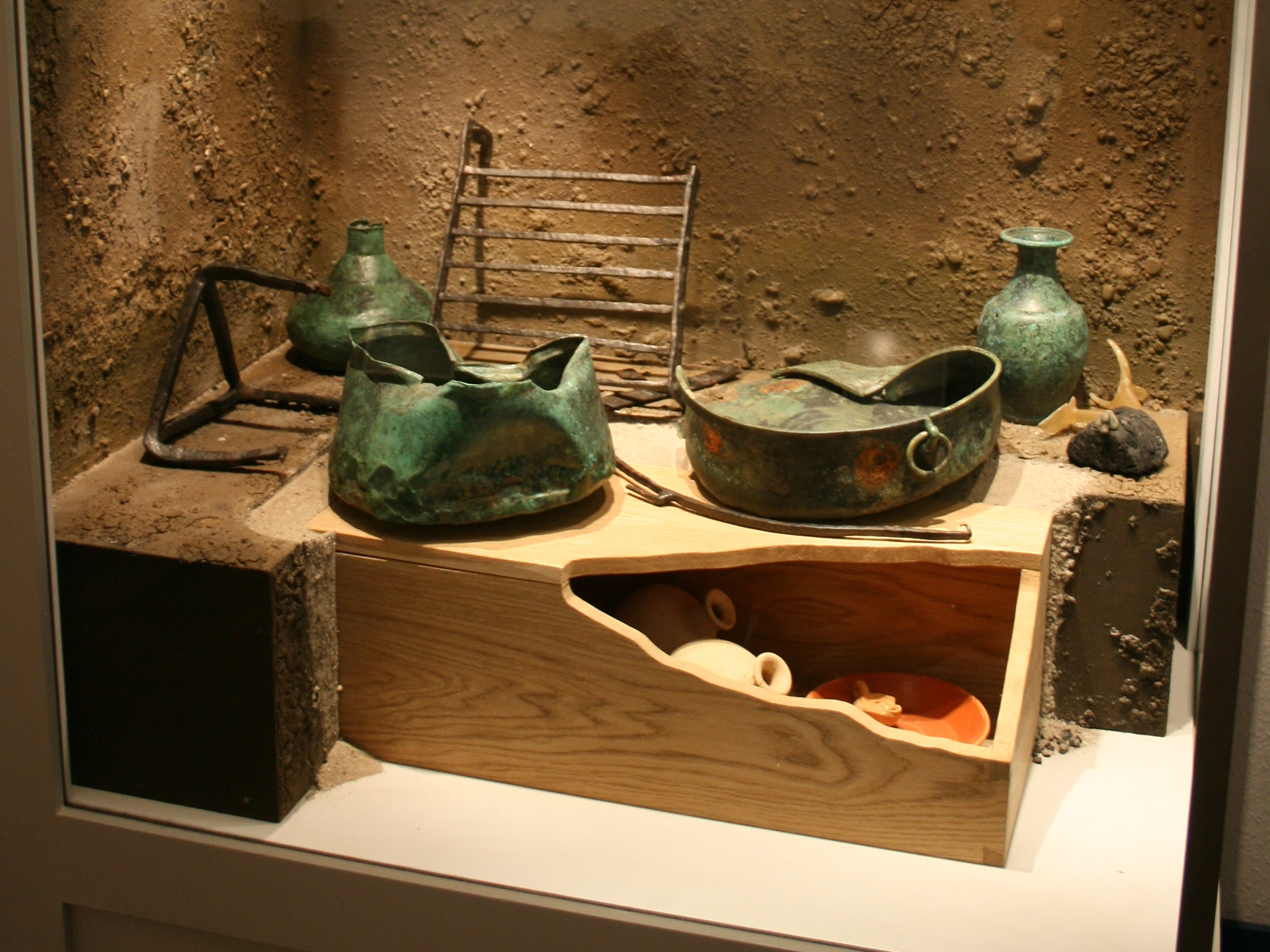
Grabinventar aus dem Gräberfeld einer Villa rustica bei Wölfersheim-Wohnbach im Wetterau-Museum Friedberg.

### Grabbeigaben
Sowohl nach keltischem als auch nach römischem Brauch erfolgte die Ausstattung der Toten mit Grabbeigaben (sowohl bei Brandbestattung als auch bei Körperbestattung): 
- römisch: Abschiedsgeschenke, Dinge die für den Bestattungsritus eine Rolle spielen,
- gallisch: Mitgabe der Dinge, die im Leben für den Toten von Bedeutung waren,
- pflanzliche Gaben, Fleischbeigaben (nur teilweise essbar zubereitet), Geschirr, Trachtbestandteile, Handwerks-/berufsbezogenes Werkzeug, den Status des Toten belegende Dinge,
- besondere Beigaben: Lampe oder Münze, wobei nach antikem Mythos mit der Münze der Fährmann Charon bezahlt wird, der die Verstorbenen über den Fluss Styx fährt, der die Ober- von der Unterwelt trennt.